# マーク・イザムバード・ブルネル

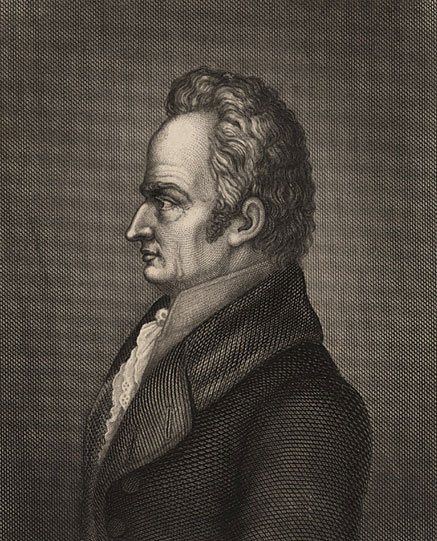
M.I.ブルネル

マーク・イザムバード・ブルネル（Marc Isambard Brunel, 1769年4月25日 - 1849年12月12日）は、フランスに生まれイギリスで活躍した技術者。
彼の名前はイザムバードだが、彼の有名な息子のイザムバード・キングダム・ブルネルとの混同を避ける為に、通常はフルネームで紹介される。

## 生涯
ノルマンディーの富裕な農夫の次男だった彼は、幼時からデッサン、数学に長けた子どもであった。長男が家督を継ぎ、次男は出家する慣例で神学校に行くが、そこで大工仕事の技術を見出された。家族の意向であった神学の道を捨て、親戚の伝手から海軍の技術を教わった。フランス海軍に士官候補生として仕官し、自らの手で作った八分儀を使用して業務にあたった。海外滞在中にフランス革命を迎えた。ロイヤリストであった為、身の安全を計るべく、1793年にアメリカ合衆国に渡り、ニューヨークで主任技師となった。1799年、イギリスに移り、機械による大量生産時代の幕開けに遭遇した。そこで、故国で恋仲となっていた女性、ソフィア・キングダムと結婚。
最初の成功は1801年にポーツマスの海軍の工廠での開始したイギリス海軍向けの滑車の生産法を確立することに始まる。ここで採用したアセンブリー・ライン(en:Assembly line)方式は、現代のライン生産方式の先駆けとなった。
彼は生まれつきの技術者で回転式のこぎりや地下鉄を開発したりした。世界初の河川の下を通るトンネルであるテムズトンネルの工事に際し、フナクイムシが木材にあけた穴を見てシールド工法のアイディアを思いついたエピソードは有名である。
1845年、ブルネルは重度の脳卒中を患い、右半身が完全に麻痺してしまった。1849年12月12日、80歳で没して、ケンサル・グリーン墓地に埋葬された。